# Sakka, Tỉnh Rif Dimashq
Sakka hoặc Saqqa (tiếng Ả Rập: سكا) là một ngôi làng ở phía đông nam của Damascus, ở rìa Ghouta, 5 kilômét (3,1 mi) phía tây bắc sân bay quốc tế Damascus ở Syria.

## Tell Sakka
Tell Sakka là một tell do con người làm ra trong khu phố đã được khai quật bởi Ahmed Taraqji thay mặt cho Tổng cục khảo cổ và bảo tàng.
Phần còn lại của một cung điện đã được tìm thấy và có niên đại từ năm 1800 đến 1600 trước Công nguyên. Nó đã cung cấp bằng chứng về ảnh hưởng của Ai Cập ở Ghouta, Các di tích kiến trúc được cho là giống với của Qatna và cùng với đồ gốm có niên đại từ thời Trung Đông. Một sân đã được đào 14,5 mét (48 ft) bằng 22,5 mét (74 ft). Các cột đánh dấu lối vào phía nam và bốn cột lớn được đặt trong một hình vuông ở giữa sân. Tempera  hoặc có lẽ là kỹ thuật Fresco Tranh được tìm thấy trên các bức tường thể hiện phong cách và họa tiết Ai Cập cổ đại. Tuy nhiên, bên dưới sơ đồ Ai Cập rõ ràng, một truyền thống Cận Đông thể hiện rõ trong các ý tưởng của các bức tranh.
Máy tính bảng hình nêm đầu tiên được phục hồi ở khu vực Damascus được tìm thấy tại Tell Sakka. Nó được đề xuất giống với phong cách chữ hình nêm được tìm thấy trong kho lưu trữ của Mari và nói về một vị vua tên là Zimri-Lim. Máy tính bảng chữ hình nêm ở Sakka đã được dịch là "Gửi cho anh trai tôi Zimri-lim, nói" Vì vậy, với Kanhilesu? Anh em của bạn Samas và Dagan trong những ngày còn lại, Anh tôi có nuôi dưỡng không? Trước mặt tôi (nó là) tốt. Trước mặt em tôi là tốt! Tôi nghe: Kẻ thù của anh em quê tôi, Anh tôi đã tấn công, tin tức về anh mà đã gửi cho tôi! (...) bên trong (? ) [. . ., Quân đội [của đất nước tôi?], Gửi anh tôi [(đi đi)]. " 
Phát hiện khác tại khu vực này bao gồm một nhân sư làm ra của xương bả vai của một con bò.